# Śri Ćhand
Śri Ćhand (ur. 8 września 1494, zm. 13 stycznia 1629) – założyciel ascetycznego odłamu w ramach sikhizmu - udasi, najstarszy syn twórcy sikhizmu Guru Nanaka. Na decyzję Śri Ćhanda wpłynęło jego rozczarowanie decyzją ojca o wyborze swojego ucznia Lehnę na następcę.